# Le Magicien (film, 1936)
Pour les articles homonymes, voir Le Magicien.
Pour plus de détails, voir Fiche technique et Distribution.
Le Magicien (Mixed Magic) est un court métrage de Raymond Kane et Buster Keaton réalisé en 1936.

## Distribution
- Buster Keaton
- Eddie Lambert
- Marlyn Stuart
- Eddie Hall
- Jimmie Fox
- Walter Fenner
- Pass Le Noir
- Harry Myers

## Fiche technique
- Producteur : E. H. Allen, E. W. Hammons
- Scénario : Marcy Klauber
- Langue : anglais